# 増田知子
増田 知子（ますだ ともこ、1959年 - ）は、日本の政治学者、歴史学者。専門は近代日本政治史。法学博士。国立大学法人名古屋大学総長補佐、名古屋大学法情報研究センター長、女性初の名古屋大学大学院法学研究科長等を歴任した。

## 人物・経歴
広島県生まれ。1982年青山学院大学文学部史学科卒業。1984年青山学院大学大学院文学研究科修士課程修了、文学修士。1985年日本学術振興会特別研究員。1987年青山学院大学大学院文学研究科博士後期課程単位取得退学、東京大学社会科学研究所助手。1989年横浜市立大学文理学部専任講師。1993年横浜市立大学文理学部助教授に昇格。1996年名古屋大学法学部助教授。1998年名古屋大学法学部教授に昇格。2001年国立大学法人名古屋大学総長補佐。
専門は近代日本政治史で、2003年著書『天皇制と国家 : 近代日本の立憲君主制』で名古屋大学博士（法学）の学位を取得。2004年ロンドン大学バークベック・カレッジ客員研究員。2009年華東政法大学客員教授。2010年日本政治学会理事。2012年オーストラリア国立大学客員研究員。2013年名古屋大学大学院法学研究科附属法情報研究センター長。2020年女性初の名古屋大学大学院法学研究科長・法学部長。2023年退職、名古屋大学大学院法学研究科特任教授。中部政治学会幹事等も歴任した。

## 著書
- 『天皇制と国家 : 近代日本の立憲君主制』青木書店 1999年